# Arminianisme dans l'Église d'Angleterre
L'arminianisme dans l'Église d'Angleterre fut une position théologique controversée au sein de l'Église d'Angleterre, particulièrement évidente dans le deuxième quart du XVIIe siècle (règne de Charles Ier d'Angleterre). Un de ses éléments clés était le rejet de la double prédestination. Les puritains luttèrent contre l’arminianisme, étant soutenus par les rois Jacques Ier et Charles Ier, ce qui mena à d'importantes batailles politiques.

## Caractéristiques
L'arminianisme anglais correspond en première approche à de l'arminianisme, qui dans la théologie protestante fait référence aux enseignement de Jacobus Arminius, théologien hollandais, et de ses partisans les remontrants, couvrant ses propositions de révision du calvinisme. L'arminianisme, au sens anglais, eut cependant une portée plus large qui touchait aux questions de hiérarchie, de discipline et d'uniformité dans l'église, aux détails de la liturgie et du rituel; et entre les mains des opposants puritains au laudianisme, à un éventail plus large de politiques ecclésiastiques perçues ou réelles, en particulier celles qui impliquent l'extension des pouvoirs du gouvernement central sur les clercs.
Bien que le terme « arminien » ait été largement utilisé dans les débats de cette époque et ait ensuite été adopté comme correspondant aux vues ultérieures de la Haute Église sur l'anglicanisme, le débat académique n'a pas permis de déterminer l'ampleur ni le rôle historique exact de l'arminianisme anglais. Le synode de Dort de 1619 détruisit dans les faits la base politique de l'arminianisme néerlandais. Par contre, les vues arminiennes qui se développèrent en Angleterre après cette époque sont diversement perçues en termes d'influence. Elles sont perçues soit comme suffisamment avancées pour perturber le calvinisme assez orthodoxe dans l'Église d'Angleterre à la fin du règne d'Élisabeth Ire (une position défendue par Nicholas Tyacke) ; soit encore comme exprimant un retour à l’esprit du règlement élisabéthain. En effet, le statut des canons de Dort vis-à-vis de l'Église et l'interprétation des Trente-neuf articles à la lumière de ces déclarations et d'autres déclarations sur la théologie réformée restèrent non précisées jusque dans les années 1640.
Les luttes de factions au sein de l'Église autour de l'évêque William Laud, soutenu par le roi Charles Ier, portaient à la fois sur des questions ecclésiastiques et sur le contrôle politique de l'Église. Cette question de contrôle était centrale pour les puritains, parlementaires laïcs; qui firent campagne sous une bannière anti-arminienne.

## Anti-calvinistes élisabéthains
L'adhésion de l'Église d'Angleterre au règlement élisabéthain permit une acceptation à grande échelle des vues calvinistes. Les débats intenses qui eurent lieu sur certains points théologiques furent locaux, contrairement à la tension généralisée autour de l'administration de l'église.

### La prédestination
Peter Baro était un calviniste huguenot, mais aussi proche de Niels Hemmingsen, qui faisait partie de la tradition luthérienne de Philipp Melanchthon, introduite au Danemark par John Macalpine (Maccabeus); Baro prêcha l'élection conditionnelle. Une controverse théologique sur son enseignement à Cambridge fut portée à son comble par William Barret. L’intervention de John Whitgift permit de préciser la réception par l’Église d’Angleterre de l’enseignement calviniste purement théologique dans les Articles de Lambeth de 1595. Les articles suivaient les recommandations de William Whitaker et n’avançaient pas les opinions sur les rituels ou la discipline.
Richard Thomson exprima une voix dissidente. Mais l'anti-calvinisme fut fermé en ce qui concerne les l'expressions des positions imprimées. Thomson s’est vu refusé l’autorisation d’imprimer sa Diatriba de amissione et intercisione gratiae, et justificationis dans les années 1590.

### Controverse sur la descente aux enfers
Le troisième des Trente-neuf articles affirmait la descente aux enfers. Thomas Bilson prêcha en faveur d'une lecture littérale de cet article devant la reine et à la croix de Paul en 1597; Il visait apparemment les objections séparatistes protestantes contre cette vision du descensus ou descente aux enfers du Christ, comme mentionné dans le Credo des Apôtres. Après une réception hostile à la Croix de Paul, Bilson se mit au travail avec la reine pour écrire son long Survey of Christs Sufferings. Ce faisant, il mettait l'accent sur un point théologique en désaccord avec le Catéchisme Genevois et Catéchisme de Heidelberg, et donc avec quelques-unes des églises réformées, qui suivirent l'avis de Calvin sur le fait que la descente n'était pas littérale mais décrivait les souffrances du Christ sur la croix. Adam Hill avait mis ce point en évidence dans The Defense of the Article (1592), contre le presbytérien écossais Alexander Hume. La différence entre les lectures littérales ou allégoriques de l'article demeurait une source de division, certaines figures puritaines tant modérées que strictes, telles que Whitaker et Andrew Willet n'étaient pas d'accord avec Bilson.

## Approches jacobiennes
Lors de la conférence de Hampton Court en 1604, John Rainolds voulut considérer les Articles de Lambeth comme étant une interprétation des trente-neuf articles; mais en a été empêché, et la question est resté non résolue. Sous Jacques Ier, l'opposition à l'arminianisme devint une politique officielle et les opinions anti-calvinistes demeurèrent soumises à une censure effective. En tant que premier archevêque de Cantorbéry choisi par James, Richard Bancroft fit fonction de contrevenant à la non-conformité puritaine. George Abbot, qui succéda à Bancroft après sa mort en 1610, était un calviniste évangélique et était d'accord avec James sur une opposition ferme à l'arminianisme aux Pays-Bas, caractérisée par le harcèlement de Conrad Vorstius et le poids de l'autorité sur le Synode de Dort en tant que conseil international des églises réformées.
Au cours de la période allant de 1603 à 1625, l’arminianisme pris forme en tant que parti religieux hollandais. Il fut d'abord impliqué par des appels successifs dans la haute autorité en matière de pouvoir laïque puis fut écrasé. À la même époque, l’arminianisme anglais existait, quoi que très peu documentée, puisque la littérature anti-calviniste était censurée, et n’avait pas de forme précise jusqu’en 1624, lorsqu'elle fit l’objet d’une vive controverse.

### Avancée des vues arminiennes
Certains historiens qualifient maintenant certains ecclésiastiques anglais de « proto-arminiens ». Ceux-ci incluent des évêques éminents de la période autour des années 1600 : Lancelot Andrewes, Thomas Dove, et John Overall. Theodore K. Rabb décrit Edwin Sandys, un homme politique laïc, comme proto-arminien.
George Abbot suspectait William Laud à un stade précoce de sa carrière anti-calvinisme; et tenta d’empêcher l'élection de Laud à la présidence du St John's College d'Oxford. Laud, cependant, avait des partisans dans le groupe « modéré » qui devinrent plus tard la faction du « Durham House », autour de Richard Neile. L'élection de Laud fut finalement autorisée à se tenir par le roi, après de nombreuses intrigues. Certains autres directeurs d'université ont montré une connaissance intime de la littérature arminienne néerlandaise : Jérôme Beale, Samuel Brooke, Matthew Wren.

### Le conflit arminien international et le synode de Dort
Les adversaires de Conrad Vorstius, successeur d'Arminius, dirigé par Sibrandus Lubbertus, communiquèrent avec George Abbot. Le roi Jacques publia un pamphlet contre Vorstius en 1612; il recruta également Richard Sheldon et William Warmington pour écrire contre lui. L'abbé disposait des œuvres anti-arminiennes écrites par Sebastian Benefield et Robert Abbot, son frère (In Ricardi Thomsoni, diatribam Angli-Belgici, contre Thomson); sa réception en 1613 de Hugo Grotius, le principal intellectuel arminien hollandais, fut froide (contrairement à celle du roi). James choisit de soutenir le huguenot Pierre Du Moulin en tant que théologien pour unifier les protestants français, s'opposant à l'arminien Daniel Tilenus, et réussit lors du synode d'Alès en 1620.
Le débat élisabéthain fut à ce moment-là revisité, dans le contexte des conflits religieux et des lignes de bataille déclarées aux Pays-Bas. En 1613, Antonius Thysius publia Scripta Anglicana, une collection de documents issus des conflits de Cambridge lors des années 1590 autour de Peter Baro. Cette publication était dirigée contre les affirmations des remontrants selon lesquelles ils étaient soutenus par des éléments doctrinaux de l'Église anglicane. La publication comprenait des œuvres de Baro, Matthew Hutton, Laurence Chaderton, Robert Some, Andrew Willet, George Estye, Whittaker et Johann Piscator. Johannes Arnoldi Corvinus contesta ensuite cette interprétation et souligna que le roi Jacques Ier avait refusé de mettre les Articles de Lambeth résultants sur le même plan que les Trente-neuf articles. La Diatriba de Thomson, qui avait anticipé certains arguments de Pierre Bertius dans Du sanctorum apostasia problemata duo (1610), a également été publiée (Leiden, 1616), grâce aux bons offices de John Overall.
Dans la poursuite d'objectifs plus larges de réconciliation protestante (au sein du calvinisme et entre calvinistes et luthériens), Jacques Ier mit en avant l'importance du Synode de Dort (1618) en envoyant une savante délégation acquise à ses conclusions. Il était prêt à soutenir le fait que l’enseignement (arminien) des remontrants soit considéré comme un retour au pélagianisme. Par ailleurs, Jacques souhaitait que les conclusions du Synode clôturent le débat sur les points théologiques spécifiques en jeu, notamment sur la double prédestination. En ce qui concerne son propre royaume d’Angleterre, il donna des instructions à George Abbot en 1622, suggérant des restrictions à la prédication, aux sujets abordés et à une approche modérée.

### La controverse deGagg
En 1624, Richard Montagu, érudit de Cambridge et jusqu'alors peu connu, obtint l'autorisation royale de publier A New Gagg for an Old Goose. Le livre fut conçu comme une réfutation d'une critique catholique de l'Église d'Angleterre. En réponse, Montagu fit valoir que les positions calvinistes auxquelles il s'opposait n'étaient endossées que par une petite minorité puritaine de l'Église anglicane et que la majorité du clergé de l'Église anglicane rejetait le haut calvinisme.

## Le groupe des Caroline divines et l'arminianisme
La première accusation d'arminianisme à l'encontre d'un Anglais est datée de 1624. En l'espace de quelques années, l'accusation d'arminianisme a été souvent utilisée de manière polémique contre le groupe de théologiens maintenant connu sous le nom de Caroline divines. Le groupe Durham House est un terme plus précis pour le désigner.

### Arminianisme et laudianisme
Le laudianisme, programme de William Laud en tant qu'archevêque de Cantorbéry dès 1633 en vue de façonner l'Église d'Angleterre en termes de liturgie, de discipline et de politique, a été difficilement assimilé par les historiens à l'action d'une faction arminienne dans l'Église d'Angleterre. Dans les conflits entre factions religieuses sous Charles Ier, cette accusation était pourtant courante.

### Arminianisme libéral
Ce qu'on a appelé un arminianisme « libéral », distinct du laudianisme, est apparu dans les années 1630 dans le cercle qui entoure Lucius Cary, 2e vicomte Falkland. Compte tenu de la participation de ce groupe de clercs qui occupèrent d’importants évêchés après 1660, comme particulièrement Gilbert Sheldon, ce volet de l’arminianisme a été considéré comme important pour la tradition de l’Église anglaise à long terme.

### L'Ecclesiastical Polityde Hooker
Un écrivain d'une génération précédente, Richard Hooker, fut utilisé par les Laudiens pour fournir une base à leurs arguments lors d'un débat, en particulier avec le roi. Sa Ecclesiastical Polity fournit des arguments sur la justification, moins individualistes que ceux de la norme calviniste; et ceux-ci ont été adoptés par John Cosin dans sa Collection of Private Devotions. D'autre part, les érudits modernes considèrent généralement Hooker comme un théologien au sein du courant réformé international.

### Arminianisme et vues absolutistes
David Owen, d'Anglesey, fut un « proto-arminien » qui prônait à la fois le droit divin des rois et considérait que les œuvres de Hooker le soutenaient. Ses œuvres ont été réimprimées deux décennies après sa mort, en 1623. Parmi les deux notables partisans du clergé qui jouissaient de la prérogative royale du règne de Charles Ier, Robert Sibthorpe au moins avait des fréquentations arminiennes (avec Owen et d'autres dans le diocèse de Peterborough); ce qui n'était pas le cas de Roger Maynwaring.

## Débat sur le point de vue de Tyacke
Le point de vue de Tyacke sur l’arminianisme anglais en tant que novateur et perturbateur au début de la période Stuart a eu un effet significatif sur l’historiographie : Kevin Sharpe a écrit ce qui suit : « […] La thèse de Nicholas Tyacke sur la montée de l'arminianisme anglais est devenue le pilier du récit de Conrad Russell sur les origines de la guerre civile anglaise ».
Mais il a également été très contesté, notamment par Julian Davies qui considère préférentiellement le « carolinisme », c'est-à-dire Charles Ier, et son insistance sur la royauté sacramentelle par opposition à la règle de la balance des pouvoirs, comme un facteur majeur.

### Sources
- (en) Francis J. Bremer et Tom Webster, Puritans and Puritanism in Europe and America : A Comprehensive Encyclopedia, ABC-CLIO, 2006, 291 p. (ISBN 978-1-57607-678-1, présentation en ligne)
- (en) Michael Brydon, The Evolving Reputation of Richard Hooker : An Examination of Responses, 1600-1714, Oxford, OUP, 2006, 232 p. (ISBN 978-0-19-920481-6, présentation en ligne)
- (en) Julian Davies, The Caroline Captivity of the Church : Charles I and the Remoulding of Anglicanism, 1625-1641, Oxford, Clarendon Press, 1992, 400 p. (ISBN 978-0-19-820311-7, lire en ligne)
- Michel Duchein, 50 années qui ébranlèrent l'Angleterre, Paris, Fayard, 2010
- (en) Bruce Gordon et Peter Marshall, The Place of the Dead : Death and Remembrance in Late Medieval and Early Modern Europe, Cambridge, University Press, 2000, 324 p. (ISBN 978-0-521-64518-8, présentation en ligne)
- (en) Anthony Milton, Catholic and Reformed : The Roman and Protestant Churches in English Protestant Thought, 1600-1640, Cambridge University Press, 2002, 620 p. (ISBN 978-0-521-89329-9, présentation en ligne)
- (en) Willem Nijenhuis, Adrianus Saravia (ca. 1532-1613) : Dutch Calvinist, First Reformend Defender of the English Episcopal Church Order on the Basis of the Ius Divinum, Leiden, BRILL, 1980, 404 p. (ISBN 978-90-04-06194-1, BNF 34798523, présentation en ligne)
- (en) W. B. Patterson, King James VI and I and the Reunion of Christendom, Cambridge, University Press, 2000, 430 p. (ISBN 978-0-521-79385-8, présentation en ligne)
- (en) Theodore K. Rabb, Jacobean Gentleman : Sir Edwin Sandys, 1561-1629, Princeton University Press, 2017, 428 p. (ISBN 978-1-4008-8752-1, présentation en ligne)
- (en) Hillel Schwartz, « Arminianism and the English Parliament, 1624–1629 », The Journal of British Studies, vol. 12, no 02,‎ mai 1973, p. 41–68 (ISSN 0021-9371, DOI 10.1086/385641)
- (en) Kevin Sharpe, Remapping Early Modern England : The Culture of Seventeenth-Century Politics, Cambridge, University Press, 2000, 475 p. (ISBN 978-0-521-66409-7, présentation en ligne)
- (en) J. P. Sommerville, Politics and ideology in England, 1603-1640, Longman, 1986 (lire en ligne)
- (en) Nicholas Tyacke, Anti-Calvinists : the rise of English Arminianism, c. 1590-1640, Oxford, Clarendon, 1990, 305 p. (ISBN 978-0-19-820184-7, lire en ligne)
- (en) Nicholas Tyacke, Aspects of English Protestantism C. 1530-1700, Manchester, University Press, 2001, 354 p. (ISBN 978-0-7190-5392-4, présentation en ligne)
- (en) Peter White, Predestination, Policy and Polemic : Conflict and Consensus in the English Church from the Reformation to the Civil War, Cambridge, University Press, 2002, 352 p. (ISBN 978-0-521-89250-6, présentation en ligne)